# Cricetulus kamensis
Cricetulus kamensis, el hámster enano de Kam es una especie de roedor de la familia Cricetidae.

## Distribución geográfica
Se encuentra sólo en China. 